# Boris Berezovskij
Boris Abramovič Berezovskij (rusky Борис Абрамович Березовский; 23. ledna 1946 Moskva – 23. března 2013 Ascot, Spojené království) byl ruský matematik a podnikatel židovského původu. V 90. letech 20. století se stal miliardářem, jedním z nejbohatších Rusů. Berezovskij, který měl rovněž vazby na představitele politických elit, tak byl v této době jednou z nejvlivnějších osob veřejného života v Rusku.

## Život

### Vzdělání
Vystudoval elektroniku a výpočetní techniku na Lesnickém institutu v Moskvě a poté mechaniku a matematiku. Stal se členem Akademie věd Sovětského svazu.

### Podnikání
Později podnikal v oblasti automobilového průmyslu, televizního vysílání a ropného průmyslu. Během privatizace na přelomu 80. a 90. let 20. století ovládal podíly v několika bankách, ropných a leteckých společnostech a především v médiích (televize ORT a TV6). Byl přítelem tehdejšího ruského prezidenta Borise Jelcina a roce 1996 přesvědčil i další ruské oligarchy, aby sponzorovali znovuzvolení Jelcina.

### Angažmá v politice
Když Jelcinova „rodina“ hledala jeho nástupce, právě Berezovskij doporučil bývalého důstojníka KGB Vladimira Putina, se kterým občas lyžoval ve Švýcarsku. Berezovskij se dokonce stal poslancem ruské Dumy za Putinovu stranu, ale později rezignoval a Putinovy návrhy na změnu ústavy označil za „restauraci autoritářského systému“. Berezovskij byl následně zbaven podílu v televizi ORT a když dostal předvolání na prokuraturu, rozhodl se pro exil v Londýně.
V roce 2003 získal ve Velké Británii politický azyl. V Rusku byl stíhán za vytunelování automobilky AvtoVAZ, za což byl v nepřítomnosti odsouzen k 13 letům vězení.

### Smrt
Příčina jeho smrti dosud není známa, jednou z variant je sebevražda. Podle několika známých byl v závěru svého života ve špatném psychickém stavu, zvláště kvůli prohraným soudním bitvám. Podle BBC v roce 2011 přišel o více než 100 milionů liber (přes 3 miliardy korun) při rozvodovém řízení, v roce 2012 zase soud nevyhověl jeho žalobě o 3 miliardy liber (přes 90 miliard korun) proti ruskému majiteli fotbalového klubu Chelsea Romanu Abramovičovi, kterého nařkl z vydírání při sporu o prodej akcií ruské ropné společnosti Sibněfť.